# 정선호 (인터넷 방송인)
정선호(1989년 3월 22일~)는 유튜브 채널을 운영하고 있는 유튜버이자, 가수 활동도 함께 하고 있는 대한민국의 크리에이터 및 가수이다. 유튜브 구독자 애칭은 씨앙이다. 성균관대학교 대학원 석박사통합과정 수료.
지난 2016년부터 유튜브 채널을 개설, 어머니인 박근미와 활동을 하고 있으며 지난 2017년에는 노래까지 발매하는 등 활발하게 활동중이다. 어머니 박근미의 "썅노무새끼" "썅" 등이 큰 화제를 받아 인기를 받고있고, 최근엔 여러 콘텐츠를 만들면서 그 수를 늘려가고 있다.

## 개요
유튜브 크리에이터이자 가수 활동을 하고 있다. 다른 이름으로 서노찌(Seonozzi)를 사용하고 있다. 2021년 8월 5일 현재 유튜브 구독자 수는 129만 명 정도이다. 100만 구독자를 달성하면서 편집 방법이 바뀐 뒤 영상 퀄리티가 더욱 높아졌다.

## 생애
- 정선호는 1989년 3월 22일 서울특별시 강남구 도곡동에서 아버지와 어머니 박근미 사이에서 2남 중 둘째로 태어났다.
- 학창시절 전교회장(총학생회장)을 했다.
- 성균관대학교 대학원 화학과 석박사 통합 수료받았다.
- 가족으로는 아버지 어머니 그리고 형이 있다.
- 2011년 11월 11일 유튜버 개설을 하였다.
- 전체 조회수가 998,593,798회이다.
- 어머니와 둘이 유튜버 채널을 함께 하고 계신다.

## 학력
- 성균관대학교 대학원 화학과 석사 (졸업)
- 성균관대학교 대학원 화학과 박사 (졸업)

## 같이 보기
- 성균관대학교
- 유튜브